# بنك بذور التربة
بنك بذور التربة هو المخزن الطبيعي للبذور ، التي غالباً تكون خاملة، داخل تربة معظم النظم البيئية . بدأت دراسة بنوك بذور التربة في عام 1859 عندما لاحظ تشارلز داروين ظهورشتلات تستخدم عينات من التربة من قاع البحيرة. وتم نشر أول ورقة علمية حول هذا الموضوع في عام 1882 وذكرت عن وجود البذور في مختلف أعماق التربة . تمت دراسة بنوك بذور الحشائش بشكل مكثف في علم الانتاج النباتي بسبب آثارها الاقتصادية الهامة ؛ تشمل المجالات الأخرى المهتمة ببنوك بذور التربة تجديد الغابات وترميم البيئة .

## خلفية
وقد تم تصنيف العديد من الاصناف وفقًا لطول عمر بذورها في بنك بذور التربة. وتبقى بذور الأنواع العابرة قابلة للبقاء في بنك بذور التربة حتى تتاح لها الفرصة التالية للإنبات ، في حين أن بذور الأنواع الثابتة يمكن ان تبقى على قيد الحياة فترة أطول من الفرصة التالية - غالبًا لفترة أطول من عام واحد. فالانواع التي تظل بذورها قادرة على البقاء في التربة لمدة أطول من خمس سنوات تشكل بنك البذورالثابت على المدى الطويل ، في حين أن الأنواع التي تنبت بذورها أو تموت عموماً في غضون سنة إلى خمس سنوات تسمى ثابتة قصيرة الأجل . ومن الأنواع الشائعة التي تدوم طويلاً هو نبات السرمق الابيض (رُكب الحمل)؛الذي تبقى بذوره صالحة للحياة في التربة لمدة تصل إلى 40 عامًا، وفي حالات نادرة قد تصل إلى 1600 عام. أحد الأنواع التي لا يشكل أي بنوك للبذور في التربة على الإطلاق (باستثناء موسم الجفاف بين النضج وأول أمطارالخريف) هو نبات خرم الحنطة (ذرة الصدف) ، والذي كان في السابق عشبة حبوب منتشرة على نطاق واسع.

## طول عمر البذور

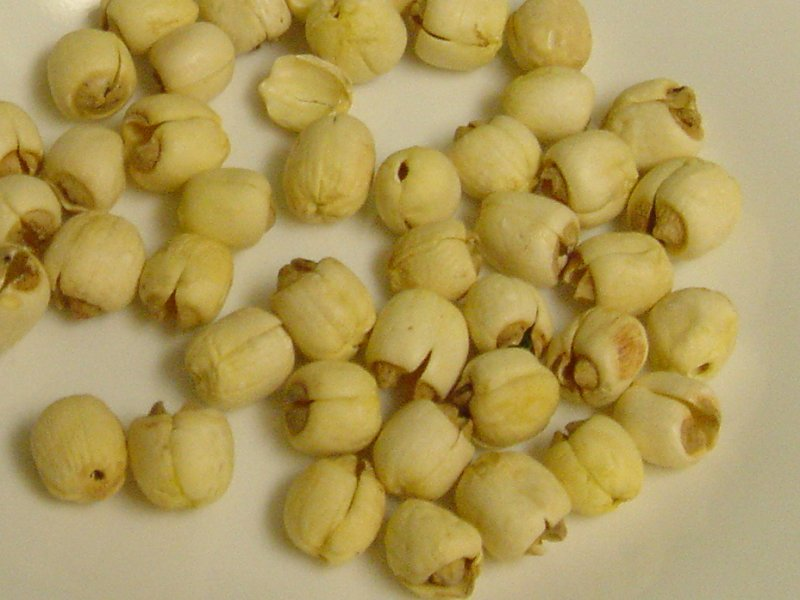
بذور اللوطس المجففة.

ان طول عمر البذور متغيرجداً ويعتمد على العديد من العوامل ؛ عدد قليل من الأنواع يتجاوز 100 عام. في التربة النموذجية، يمكن أن يتراوح طول عمر البذوربين الصفر تقريبًا (ينبت فورًا عند وصوله إلى التربة أو حتى قبل ذلك) إلى عدة مئات من السنين. من أقدم البذور التي لا تزال قابلة للحياة بذور اللوطس اومايسمى بنبات النيلم الجوزي التي عُثر عليها مدفونة في تربة البركة. وتشير التقديرات إلى ان عمر هذه البذوريبلغ نحو1200 عام بحسب تاريخ الكربون المشع.
بدأ جيمس بيل في عام 1879في ميتشيغان واحدة من التجارب الأطول عمراً على سلامة بذور التربة. تضمنت التجربة دفن 20 زجاجة تحتوي على 50 بذرة من 21 نوعًا. ويتم كل خمس سنوات استخراج زجاجة من كل الأنواع وإنباتها على صينية من التربة المعقمة التي تم حفظها في غرفة النمو. وفي وقت لاحق، بعد تفويض مسؤولية إدارة التجربة إلى القائمين على رعايتها، أصبحت الفترة بين عمليات الاسترجاع أطول. وفي عام 1980 ، بعد أكثر من 100 عام من بدء التجربة، لوحظ أن بذور ثلاثة أنواع فقط تنبت: نبات البوصير القاتم ، البوصير الشائع ونبات الخبازة .

## الأهمية البيئية
تلعب بنوك بذور التربة دورًا مهمًا في البيئة الطبيعية للعديد من النظم البيئية. فعلى سبيل المثال، يرجع الفضل إلى حد كبيرفي إعادة الغطاء النباتي السريع للمواقع المتضرره بسبب حرائق الغابات والعمليات الزراعية الكارثية الناجمة عن الطقس  وحصاد الأخشاب إلى بنك بذور التربة. تحتوي النظم البيئية للغابات والأراضي الرطبة على عدد من أنواع النباتات المتخصصة التي تشكل بنوك دائمة لبذور التربة.
و قبل ظهور مبيدات الأعشاب كمثال جيد على استمرار أنواع بنك البذور الثابتة، كان نبات الخشخاش في اغلب الاحيان وفيرًا جدًا في الحقول الزراعية في أوروبا بحيث يمكن اعتباره خطأ محصولًا.
يؤدي عدم وجود بنك بذور التربة إلى إعاقة البذورفي إنشاء الغطاء النباتي أثناء التعاقب الأولي، في حين أن وجود بنك جيد لبذور التربة يسمح بالتطورالسريع للنظم البيئية الغنية بالأنواع النباتية خلال التعاقب الثانوي .

## الكثافة السكانية والتنوع
يعد معدل موت البذور في التربة أحد العوامل الرئيسية لاستمرارتقلبات الكثافة في أعداد النباتات، وخاصة للنباتات السنوية. وأظهرت الدراسات التي أجريت على التركيب الجيني لمجموعات نبات الرقاقش في بنك البذور مقارنة مع النباتات المنشأة أن التنوع داخل المجموعات السكانية أعلى تحت الأرض منه فوق سطح الأرض.
وهناك دلائل تشيرعلى أن الطفرات أكثر أهمية بالنسبة للأنواع التي تشكل بنكًا للبذور الثابتة بالمقارنة مع الانواع التي لاتملك سوى بذور عابرة فقط. وتُعرف الزيادة وفرة الأنواع في المجتمع النباتي بسبب وجود بنك بذور التربة الغني بالأنواع ووفرتها باسم تأثير التخزين .
و من المعروف ان أنواع من نبات دغل الساحرة معروفة بترك بعض من كثافة البذور الليلية في التربة مقارنة بالانواع الأخرى جنسا من النباتات. وهذا هو العامل الرئيسي الذي يساعد في إمكاناتهم . كل نبات لديه القدرة على إنتاج ما بين 90.000 و 450.000 بذرة، على الرغم من أن غالبية هذه البذور غير قابلة للحياة أو الاستمرار. تشير التقديرات إلى أن اثنين فقط من الأعشاب السحرية ستنتج ما يكفي من البذور اللازمة لإعادة ملء بنك البذور بعد الخسائر الموسمية.

## عمليات النظام البيئي المرتبطة
يمكن استخدام مصطلح بنك تربة الشتات ليشمل النباتات غيرالمزهرة مثل السرخس والنباتات الطحلبية .
وبالإضافة إلى البذور، تحتوي النباتات المعمرة على وحدة استنساخ نباتي لتسهيل تكوين نباتات جديدة، أو الهجرة إلى أرض جديدة، أو إعادة التكاثر بعد ان تموت. ويسمى هذا التكاثر بشكل جماعي «بنك برعم التربة» ، وتشمل البراعم الخاملة والعرضية على الرند والجذمور والبصلة .

## العلاقة بين بنك بذور التربة والغطاء النباتي فوق سطح الأرض
يعتبر بنك بذور التربة مصدرًا مهمًا للتكاثر لاستعادة الغطاء النباتي  واستعادة الغطاء النباتي الغني بأنواع مختلفة من النباتات،  حيث أنها توفر ذاكرة عن الغطاء النباتي الماضي وتمثل بنية سكان المستقبل. بنك بذورالتربة لم يختلف اختلافاً كبيراً من حيث الكثافة الإجمالية للبذور أو تنوع الأنواع،  ولم يكن هناك نسبة كبيرة بين تكوين الأنواع في بنك البذور وتكوين الغطاء النباتي الموجود فوق الأرض. ويمكن أن تؤدي هاتان الحقيقتان إلى استنتاج أن تركيبة الأنواع النباتية الموجودة فوق سطح الأرض وبنك التربة يمكن أن تختلف. و بالإضافة إلى ذلك، فأن من النقاط الأساسية أن العلاقة بين بنك بذور التربة والإمكانات الأصلية لقياس إمكانية إعادة الغطاء النباتي. في البيئات المهددة بالخطر، مثل السهول الطينية، قد تكون الأنواع النادرة والمهددة بالخطر بشكل خطير موجودة بكثافات عالية داخل بنك بذور التربة وتعيش ما بين 50 عاماً أو قرنًا.